# Tour della nazionale maschile di rugby a 15 della Nuova Zelanda 1986

## Risultati

### Itest match
| Arbitro: | M. Strydom |

|           |      |                         |
| Sella 41’ | mt   | 65’ Shelford            |
| Bérot 38’ | c.p. | 46’, 77’, 80+1’ Crowley |
|           | drop | 27’ Crowley 34’ Stone   |

| Arbitro: | M. Strydom |

|                         |      |             |
| Charvet 58’ Lorieux 80’ | mt   |             |
| Bérot 58’               | tr   |             |
| Bérot 19’, 70’          | c.p. | 25’ Crowley |

### Gli altri incontri
| Arbitro: | Jean-Claude Doulcet |

|                  |      |                                         |
| Cécillon, Mesnel | mt   | Berry, Green (2) Kirk, Kirwan, McDowall |
| Bianchi (2)      | tr   | Fox (3)                                 |
|                  | c.p. | Fox (4)                                 |

| Arbitro: | G. Maurette |

|                    |      |                       |
| Gaby, Laval, Pardo | mt   | Botica, Crowley, Shaw |
| Mesnel (2)         | tr   | Crowley               |
| Mesnel             | c.p. | Crowley (3)           |

| Arbitro: | Richard Beamish |

|             |      |                             |
|             | mt   | Fitzpatrick, Shaw, Shelford |
|             | tr   | Fox (2)                     |
| Bianchi (2) | c.p. | Fox (3)                     |

| Arbitro: | Ray Megson |

|         |      |                                                                   |
| Fabre   | mt   | Brewer, Crowley (2), Green Hobbs, Kirk (3) Kirwan, Reid, Shelford |
| Amalric | tr   | Crowley (6)                                                       |
|         | c.p. | Crowley                                                           |

| Arbitro: | Robert Yeman |

|             |      |               |
|             | mt   | Brooke-Cowden |
|             | tr   | Crowley       |
| Cazaban (3) | c.p. | Crowley (4)   |
|             | drop | Fox           |

| Arbitro: | D. Neyrat |

|                |      |                          |
| J.P. Élissalde | mt   | Earl, Green Shaw, Wright |
| Tolot          | tr   | Crowley (2)              |
| Charvet        | c.p. | Crowley (2)              |
| Delage         | drop |                          |